# Barlangvasút (Budapest)
A Barlangvasút, eredeti nevén Sárkányvasút a Budapesti Vidám Park egyik legrégebbi látványossága volt.

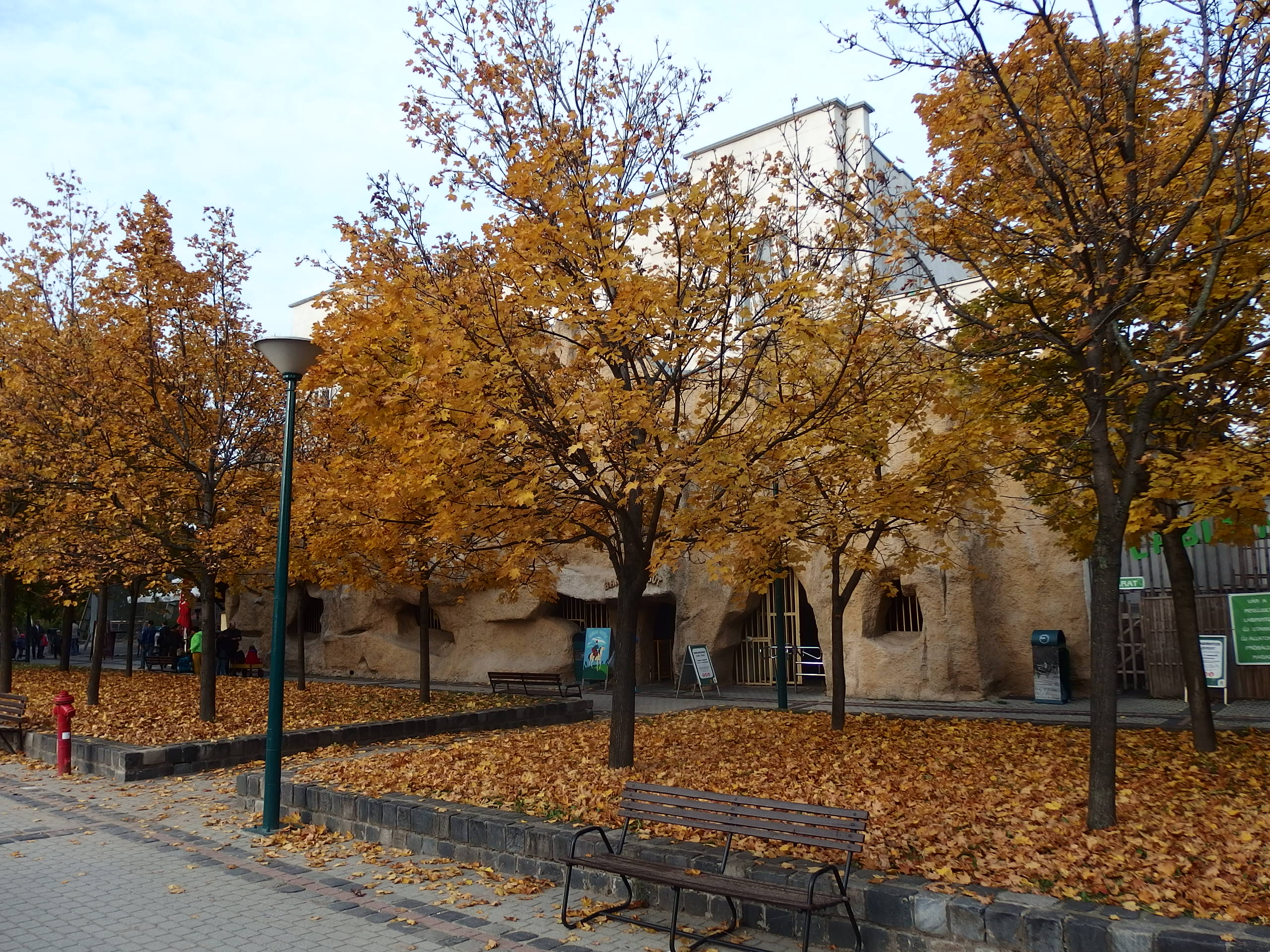
A Barlangvasút a végső bezárás előtt néhány nappal

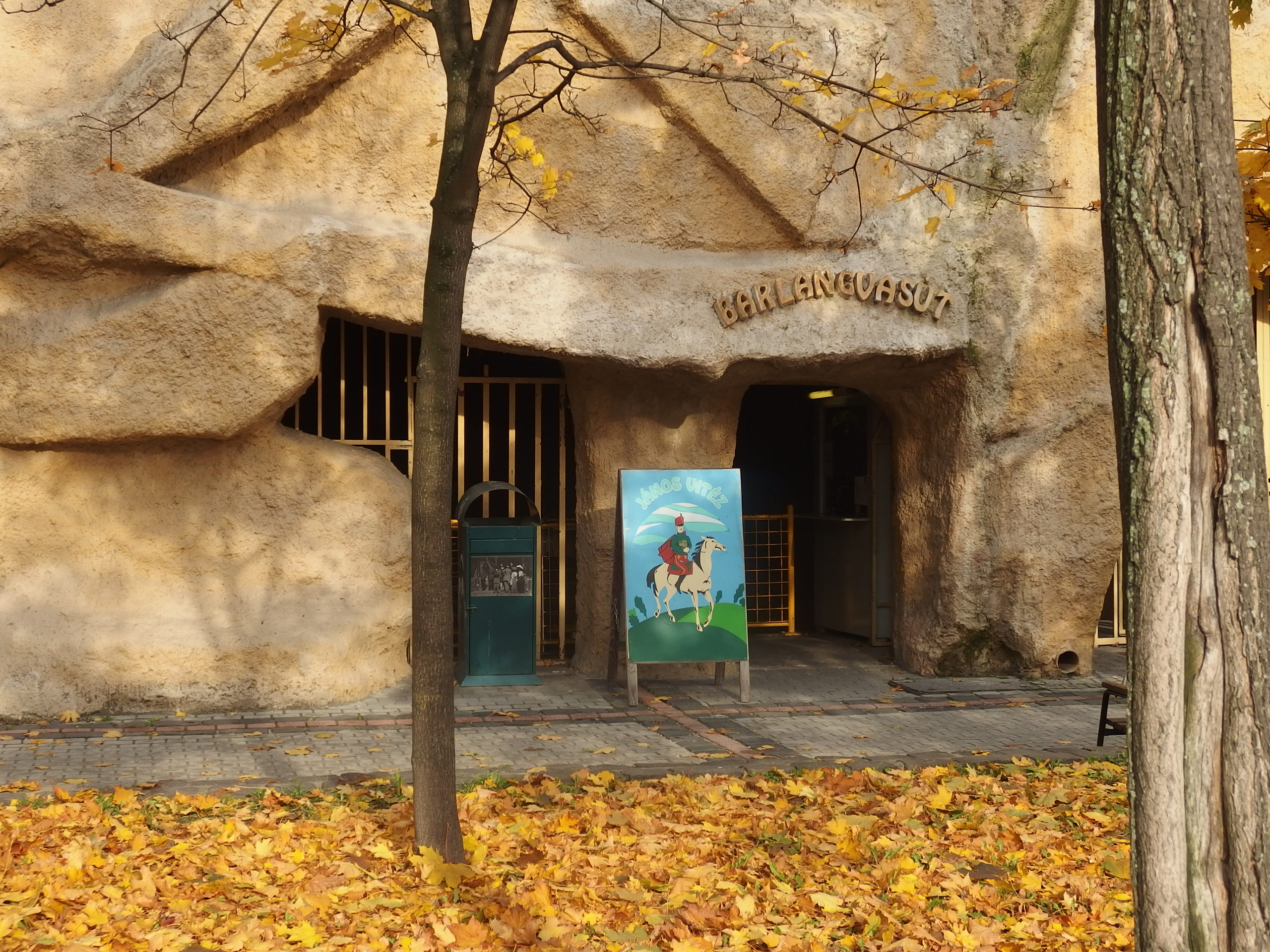
A Barlangvasút bejárata

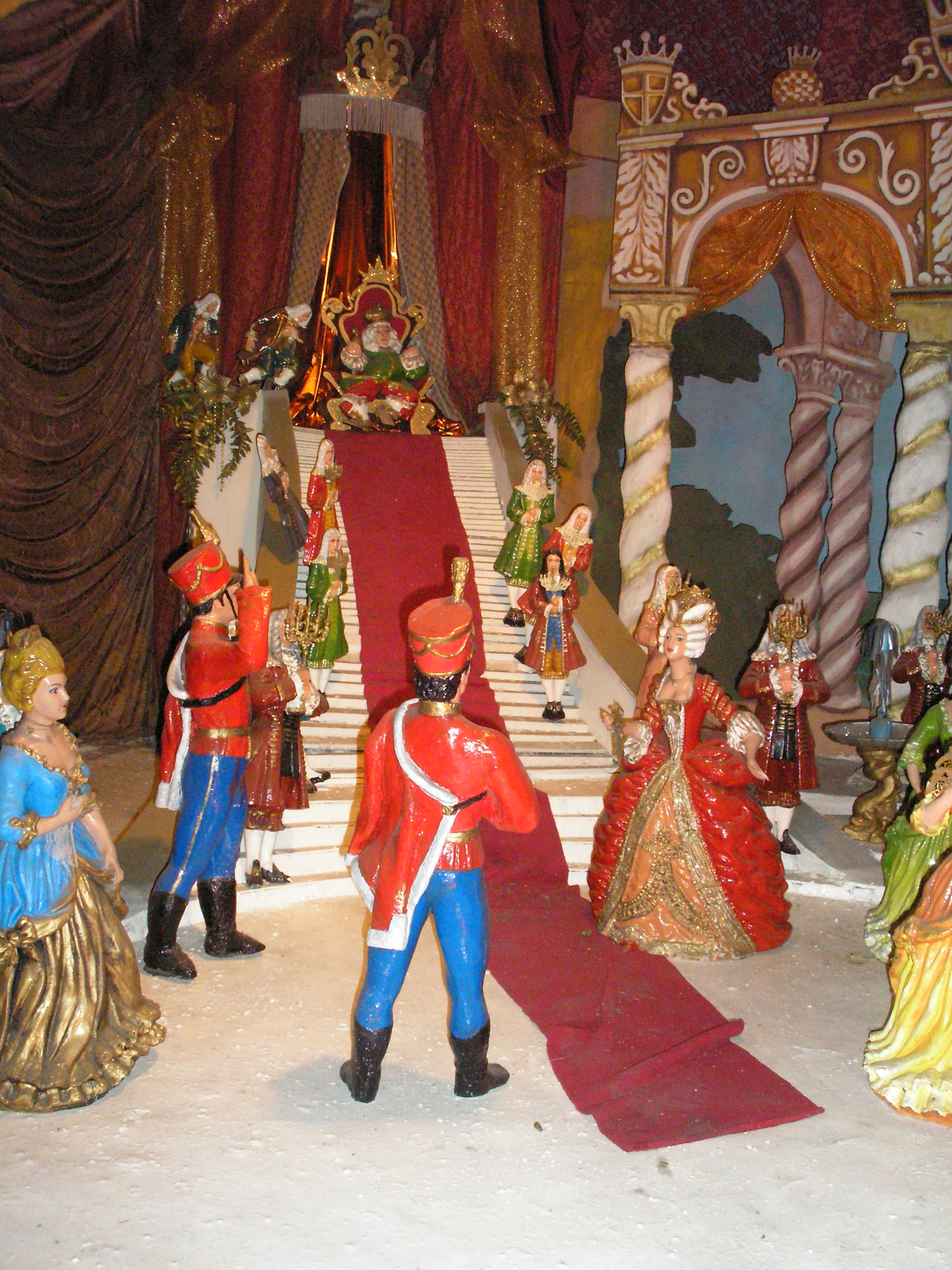
János vitéz a francia királynál

## Története
A városligeti Vurstli az 1900-as évek elején részben a Széchenyi fürdő akkor még üres helyén állt. Itt nyitotta meg 1908-ban az akkor szupermodern Sárkányvasút mutatványát a Bajorországból érkező Kurt Meinhardt. Díszletezéséről nem maradt fenn pontos  információ, különféle mesealakok, tündérek, manók voltak láthatók.
Amikor elkezdődött a fürdő építése, a mutatványoknak el kellett költözniük. 1910 körül megnyitották az új, más néven külső mutatványostelepet, ami egy keskeny sáv volt a mai Állatkerttől a vasútig. Mivel a Sárkányvasút igen jó jövedelmezett, Kurt Meinhardt két testvére és édesapja is ideköltözött, majd megkezdték egy akkori szinten igen modern vidámpark létrehozását, ez lett az 1912-ben megnyílt Angol Park. Ez a park a Vurstlitól függetlenül működött, attól az akkor a vasútig nyúló Hermina út választotta el.
Mivel a Sárkányvasút eredeti helyén nem maradhatott, az új mutatványostelepen kapott helyet, ott állt lebontásáig. Áttelepítésének pontos ideje nem ismert, 1910 és 1912 között volt. Bejárata a Vurstli főutcájára, a Mutatványosok utcájára nyílt, mögötte a Hermina út húzódott, így a Sárkányvasút földrajzilag nem képezte az Angol Park részét.
A mutatvány számára emeletes, neogótikus stílusú házat építettek, csúcsos bejárati ajtókkal. Érdekesség, hogy az emeleti rész volt a Meinhard család lakóhelye. A mutatvány, akárcsak a Vurstli és az Angol Park, Budapest ostromáig üzemelt. A háború után a családtól német származásuk miatt azonnal kisajátították minden tulajdonukat, további sorsuk ismeretlen. A városvezetés az Angol Park és a szintén a Meinhardt család tulajdonában lévő Sárkányvasút igazgatását egy ideológiailag megbízható személyre bízták.  Ötéves  zavaros és változó tulajdonviszony után 1950-ben a Vurstlit és az Angol Parkot egyesítették, a köztük lévő Hermina utat a területhez csatolták és létrehozták az államosított Budapesti Vidám Parkot.
A Sárkányvasút 1953-ban teljes átépítésre került. Az alagútba új, barlangot utánzó burkolatot építettek és a mutatványt Barlangvasútra nevezték át. A belső díszletezés a János vitéz történetét elevenítette fel az elejétől a végéig, mozgó figurákkal. Az épület az 1960-as évek elején sziklákra emlékeztető külső dekorációt kapott. Az 1970-es években a kocsikba hangosítóberendezéseket szereltek, ettől fogva a zenével kísért történet  hallható is volt Básti Lajos és Major Tamás előadásában.

## Működése

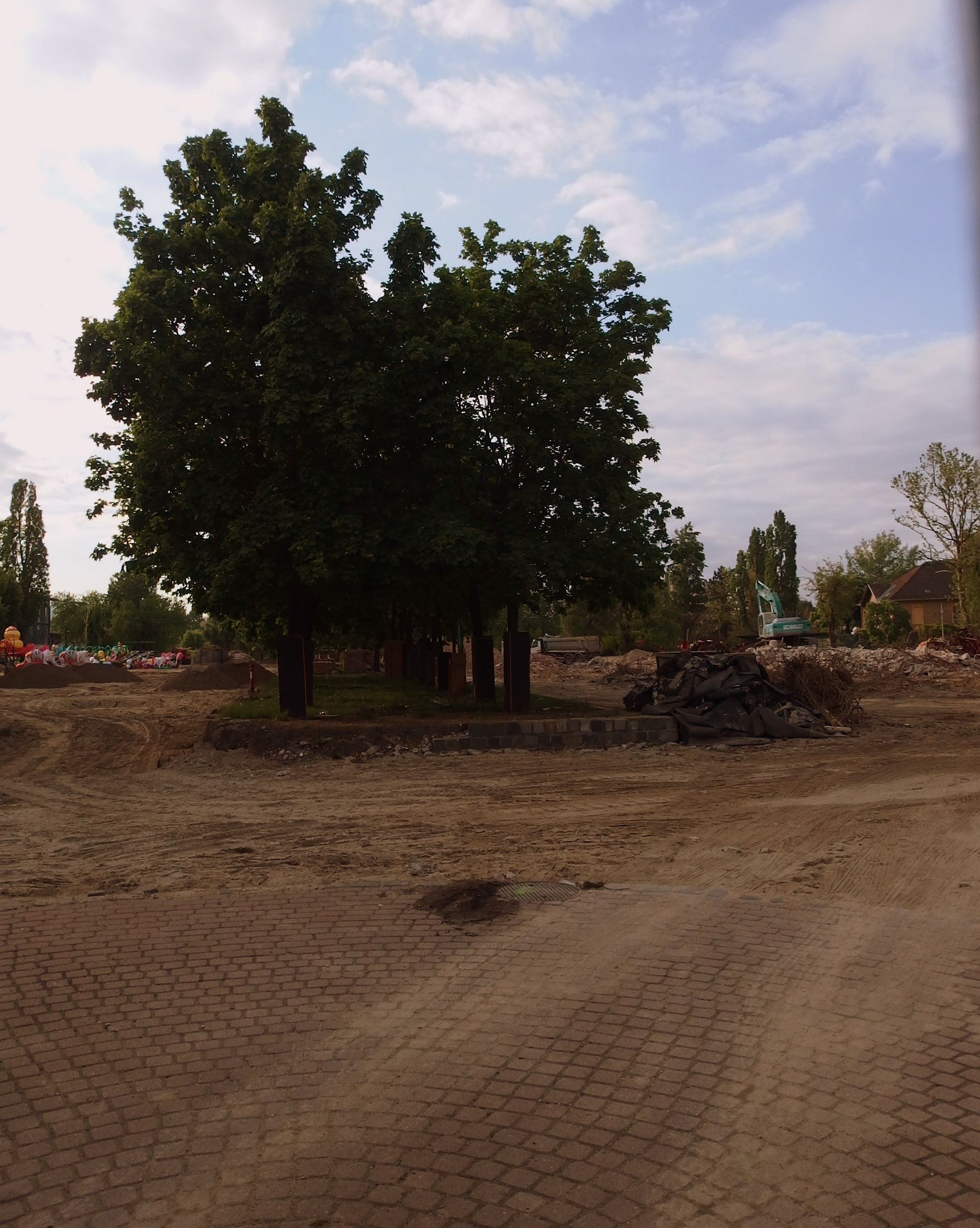
A Barlangvasút helye 2016 tavaszán

Az 1970-es évek közepéig két szerelvény járt. A sárkány alakú elektromos mozdonyoknak hosszú nyakuk volt, fémpikkelyek borították, nyakukon színes lámpafüzér volt, a szerelvényt vezető kezelte. A szerelvények a motorzajt leszámítva csöndben és igen lassan haladtak a sötét alagútban. A modernizálás után már csak egy szerelvény járt. A mozdonyt modernebbre cserélték, ezen már műanyagburkolat volt. A fapados kocsik mindvégig az eredetiek maradtak. A szerelvény ettől fogva már biztonsági fényekkel kivilágított alagútban haladt. A tempó gyorsabb lett, viszont minden diorámánál a szerelvény megállt. János vitéz történetét a szerelvényeken lévő kis hangszórókon keresztül az utasok ezután meg is hallgatták.
A diorámákban látható jelenetek figurái közül sok mozgott, ez a kor lehetőségeinek megfelelően teljesen mechanikusan, drótokon, áttételeken keresztül történt.
Az utasok az előtérben szálltak be, ahol a János vitéz kezdetének látványos diorámája volt látható, egy falukép, a bottal hadonászó, hátán rőzseköteget cipelő gonosz mostoha, az elüldözött Iluska, valamint a nyáját legeltető és furulyázó Kukorica János. A bejárat feletti oldalon sárkányfejek, barlangi díszletek, két medvebocs volt látható. A szerelvény bal kéz felé indult az alagútba. A kanyargós, mintegy 6 perces út alatt a történet egésze látható volt, sok mozgó figurával, ezek egy része az utolsó időkben már nem, vagy bizonytalanul működött.

## A Barlangvasút vége
A Budapesti Vidám Parkot 2013. szeptember 30-án bezárták. Ezután még két évig a Holnemvolt Park üzemelt a helyén. A legtöbb mutatványt ekkorra lebontották, de a több, mint százéves, múzeális védettségű Barlangvasút a kevés túlélő egyike volt. Ígéretet tettek a megőrzésére, de a múzeumi védettséget kormányhatározattal visszavonták, majd a Holnemvolt Park 2015-ös bezárása után a Barlangvasutat lebontották, 2016 tavaszára nyomtalanul eltűnt. A Barlangvasút utolsó működési napja 2015. október 31-én volt, ezen a napon a diorámák között lapuló élő figurák ijesztgették az utasokat.